# Hermann Sasse

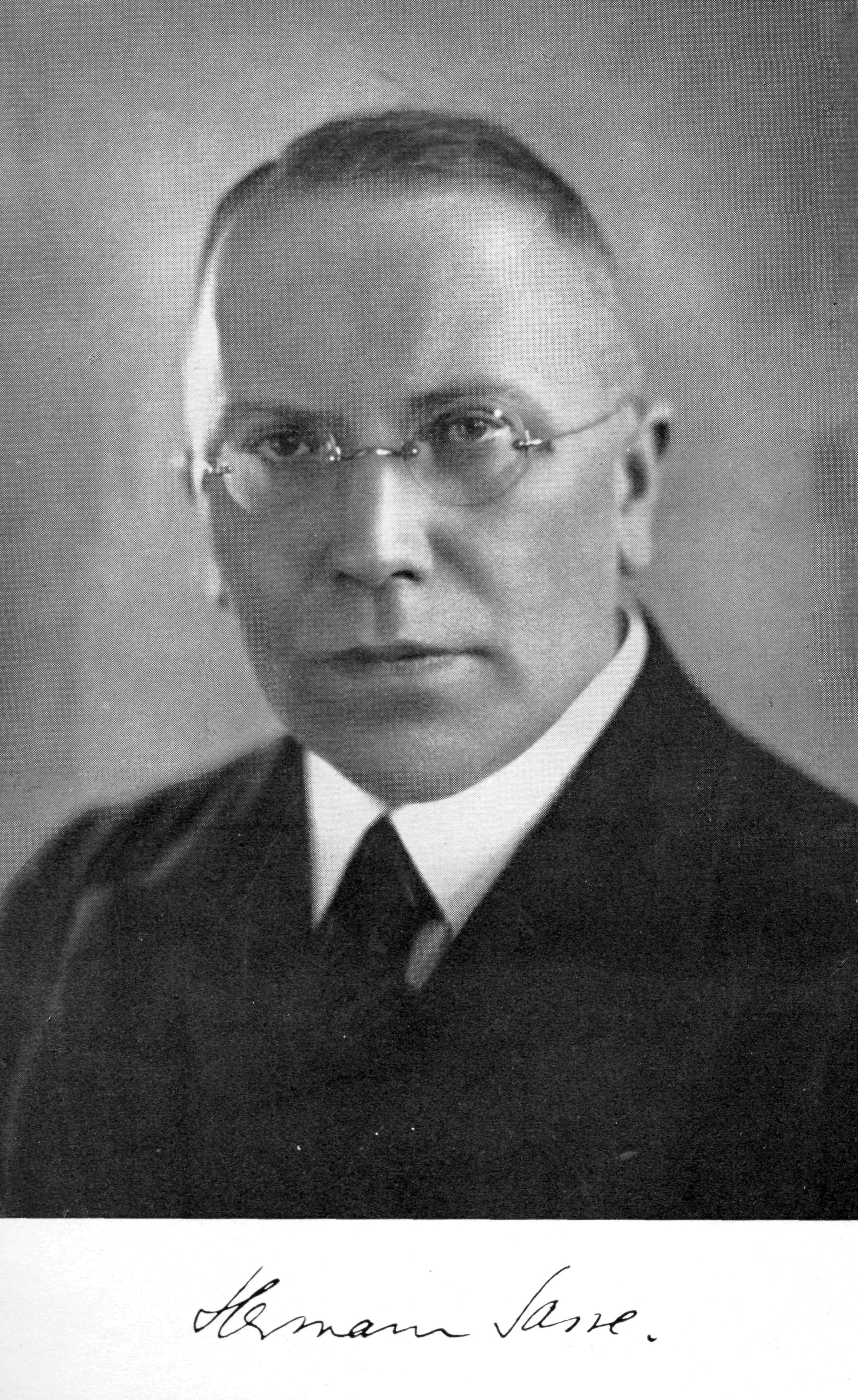

Hermann Otto Sasse (* 17. Juli 1895 in Sonnewalde, Niederlausitz; † 8. August 1976 in Adelaide-North Adelaide) war ein bedeutender lutherischer Theologe in Deutschland und Australien.

## Leben

### Bis 1933
Nach der Schule studierte Sasse Evangelische Theologie in Berlin. Die Professoren der Religionsgeschichtlichen Schule und des sogenannten Kulturprotestantismus konnten Sasse anfangs von ihrem theologischen Standpunkt überzeugen. Sasse wurde in dieser Zeit vor allem von dem alten Ernst Troeltsch geprägt. Vorerst konnte Sasse jedoch wegen des Ersten Weltkriegs sein Studium nicht beenden. Er diente als Infanteriesoldat in den Schützengräben der Westfront. Nach seinem eigenen Urteil zerbrach dort sein ganzes Weltbild. Die Theologie von Harnack und Troeltsch, ja das ganze Weltbild des auslaufenden 19. Jahrhunderts zerfiel in Verdun, Sedan und den Schlachtfeldern von Flandern. Im Reformationsjahr 1917 gelangten schließlich einige Schriften Luthers zu Sasse und auch anderen in die Schützengräben. Hier lernte er, „daß wir Gottes Wort und nicht menschliche Weisheit zu verkünden hatten“. Die Wende von einer subjektiven Religiosität hin zum objektiven Wort Gottes vollzog Sasse dort. Die frühe Dialektische Theologie Karl Barths wurde zum Auslöser Sasses, sich mit Luther und der Erweckung zu beschäftigen. In vielen Punkten verlief Sasses Weg anders als der des Schweizer Theologen, aber eine gewisse Verbundenheit zu Barth blieb ihm immer.
Direkt nach dem Krieg konnte er noch 1918 sein Examen ablegen und wurde am 13. Juni 1920 in Berlin ordiniert. Zunächst war er Pfarrer in Oranienburg (1920), Templin (1921–1928) und 1928 in St. Marien in Berlin (bis 1931 auch Sozialpfarrer). Dort festigten sich die Grunderfahrungen des Krieges, und er beschäftigte sich intensiv mit Luther und der lutherischen Erweckung des beginnenden 19. Jahrhunderts, vor allem mit August Friedrich Christian Vilmar, Wilhelm Löhe und dem Neuluthertum. Aber auch die Zeitgenossen Hermann Bezzel, Ludwig Ihmels und Wilhelm Zoellner hatten einen großen Einfluss auf ihn. Ebenfalls in diese Zeit fiel seine Promotion zum Dr. theol. in Berlin im Fach Neues Testament bei Adolf Deißmann. Von 1931 bis 1934 fungierte er in der Nachfolge von Johannes Schneider als Herausgeber des „Kirchlichen Jahrbuchs“.

### Professur und Engagement für die Ökumene
Bereits im Jahr 1933 wurde Sasse außerordentlicher Professor an der Universität Erlangen. Ein weiteres Fortkommen war jedoch durch Sasses kritische Äußerungen gegen die neue Staatsmacht nicht mehr möglich. Seine bedeutendsten Kollegen dort waren Werner Elert und Paul Althaus, die sich zur NSDAP anders verhielten und Sasse wohl auch in seiner Arbeit behinderten. Sasse hat sich in der ganzen Zeit vor 1933 in der Mitarbeit der internationalen Ökumene sehr starkgemacht. 1927 nahm er als Delegierter an der Konferenz für Glauben und Kirchenverfassung (Faith and Order) in Lausanne teil, die als eine der beiden Wurzeln für die moderne ökumenische Bewegung und des ÖRK gilt. Sasse gab im Anschluss an diese Konferenz die deutschen Berichte heraus. Auf dem 2. Vatikanischen Konzil war Sasse später als offizieller Beobachter eingeladen.

### 1933 bis 1945
Problematischer entwickelte sich seine Mitarbeit in der kirchlichen Widerstandsbewegung gegen die nationalsozialistischen Übernahmeversuche der Kirche durch die Kirchenpartei Deutsche Christen bei den Kirchenwahlen 1932 sowie seine Zusammenarbeit mit einigen Vertretern der Bekennenden Kirche. Gemeinsam mit Gerhard Jacobi gründete Sasse 1932 die „Theologische Arbeitsgemeinschaft für Kirche und Amt“, den sogenannten „Jacobi-Kreis“, in dem vorwiegend jüngere Pfarrer aus Berlin und Brandenburg mitwirkten und aus dem am 9. Mai 1933 die Jungreformatorische Bewegung hervorging; aus dieser Bewegung heraus wurde am 11. September 1933 der „Pfarrernotbund“ gegründet, in dem Sasse gleichfalls mitarbeitete.
Anfang August 1933 fungierte Sasse als einer der Hauptverfasser des Betheler Bekenntnisses neben Dietrich Bonhoeffer. Dieses betont lutherische Bekenntnis im Kirchenkampf war jedoch Karl Barth zu lutherisch und nicht gesamt-evangelisch genug; von einer 1934 durch Martin Niemöller stark überarbeiteten und herausgegebenen Fassung des Betheler Bekenntnisses distanzierten sich die ursprünglichen Hauptverfasser Bonhoeffer und Sasse. Als Sasse schließlich bei der entscheidenden Vorberatung für die Barmer Theologische Erklärung 1934 krank wurde und der Text Bekenntnischarakter bekam, sah er sich nicht mehr in der Lage, in diesem Kreis mitzuarbeiten. Sasse befürchtete, dass diese Erklärung die einzelnen konfessionellen Landeskirchen in den Unionismus treiben könnte. Tatsächlich war bei einer ganzen Reihe von Vertretern (z. B. Hans Asmussen), auch der lutherischen Kirchen, eine Tendenz spürbar, den Kirchenkampf über das traditionelle Bekenntnis zu stellen. Sasse sah hier einen Verstoß gegen den Artikel 7 der Confessio Augustana, weil zur Einheit der Kirche, besonders zur Bekenntniseinheit, auch die Einheit darüber bestehen muss, was das Evangelium und die Sakramente sind. Besonders in der Frage des Herrenmahls sah Sasse einen so großen Dissens zwischen den Unterzeichnenden, dass er keine andere Möglichkeit sah, als ein gemeinsames Bekenntnis abzulehnen.
Über der Bekenntnisfrage kam es nach 1934 auch zum Bruch mit Bonhoeffer; Sasse beschuldigte Bonhoeffer des „Schwärmertums“, während Bonhoeffer Sasse einen „Bekenntnisformalismus“ vorhielt. Nach Beginn des Zweiten Weltkriegs 1939 ließ der offizielle Druck auf die Kirchen und somit auch auf Sasse nach. Dennoch war er seit 1934 kirchlich relativ isoliert. Zumindest für die Bayerische Landeskirche blieb Sasse weiterhin immer kritischer Warner und prägende Instanz und gab zeitweise mit Georg Merz und Christian Stoll die Zeitschrift Bekennende Kirche heraus.

### Nach 1945
Nach dem Zweiten Weltkrieg wurde er schließlich doch noch ordentlicher Professor für Kirchen- und Dogmengeschichte in Erlangen, wo er zuvor schon beauftragt wurde, die Professoren der Theologischen Fakultät in einem „Vertraulichen Memorandum“ zu begutachten. Von der Militärregierung wurde er bald darauf auch zum Prorektor der Universität benannt. Im Herbst 1945 erhielt Sasse nur gegen heftigen Widerstand aus der Fakultät den Lehrstuhl als Nachfolger von Hans Preuß. 1948 trat Sasse aus Protest gegen die Gründung der EKD, insbesondere gegen den Beitritt der Bayerischen Landeskirche, zur Evangelisch-lutherischen (altlutherischen) Kirche über. 1949 nahm er die Berufung der Lutherischen Kirche Australiens an und emigrierte.  Neben Karl Mützelfeldt, der schon 1934 auswanderte, übernahm er die Lehrtätigkeit am Immanuel Seminar in Adelaide.  Weiterhin war er publizistisch tätig und engagierte sich für die Vereinigung der lutherischen Kirchen Australiens.
Durch zahlreiche Veröffentlichungen und die „Briefe an lutherische Pastoren“ blieb Sasse den Lutheranern in Deutschland immer verbunden und hatte nicht unerheblichen Einfluss auf sie.

## Theologische und kirchliche Impulse
Die wichtigsten theologischen Impulse lassen sich alle sehr schön an den drei großen Wendepunkten in seinem Leben erkennen. Der Erste Weltkrieg bewirkte eine erste Hinwendung zurück zur Kirche und ihrem Bekenntnis. Der Kirchenkampf verstärkte dieses Interesse und untermauerte es durch das besondere Interesse am Heiligen Abendmahl. Schließlich bewirkte die Gründung der EKD, dass Sasse auf Grund seiner gewonnenen Überzeugungen über Kirche und Herrenmahl und dem Bekenntnis zur lutherischen Kirche nicht länger in einer Kirche bleiben konnte, die die Union lutherischer, reformierter und unierter Kirchen bejahte. Bei alledem verlor Hermann Sasse jedoch nie den Blick für die ökumenische Arbeit, für die er sich immer eine wahrhaftigere Basis wünschte, als sie durch einen blinden Unionismus gegeben ist. „Hermann Sasses Lebenswerk verdankt sich dem Spannungsfeld lutherischer Konfessionalität und ökumenischer Weite.“

## Hermann-Sasse-Preis

### Stiftung der Auszeichnung
Seit 1996 wird von der Selbständigen Evangelisch-Lutherischen Kirche (SELK) mit Sitz in Hannover der Hermann-Sasse-Preis verliehen, der bis 2001 jährlich und seitdem zweijährlich vergeben wird. Derzeit beträgt das Preisgeld 1.500 Euro.
Laut Satzung wird der Preis verliehen, „um damit Autoren oder Herausgeber solcher Werke zu ehren, die mit ihrer Veröffentlichung einen Beitrag zur Verbreitung lutherischer Theologie leisten“, Grundlage für die Ehrung ist also eine Veröffentlichung mit evangelisch-lutherischem Profil oder evangelisch-lutherischer Thematik. Der Hermann-Sasse-Preis wird von einer zumeist siebenköpfigen Jury zuerkannt und in der Regel in Räumen der Lutherischen Theologischen Hochschule Oberursel in Oberursel durch den Bischof persönlich überreicht. Vorsitzender der Jury für den Hermann-Sasse-Preis waren jahrelang Hartmut Günther und Armin Wenz.

### Preisträger
- 1996: Albrecht Peters (Heidelberg) posthum
- 1997: Jörg Baur (Göttingen)[10]
- 1998: Oswald Bayer (Tübingen)
- 1999: Gunther Wenz (München) für sein zweibändiges Werk Theologie der Bekenntnisschriften der evangelisch-lutherischen Kirche[11][12]
- 2000: Johannes Wirsching (Berlin) für seine drei Bände Glaube im Widerstreit[13]
- 2001: Karlmann Beyschlag (Erlangen) für den zweibändigen Grundriss der Dogmengeschichte[14][15][16][17]
- 2003: Ernst Koch (Leipzig) für seine Veröffentlichung Das konfessionelle Zeitalter – Katholizismus, Luthertum, Calvinismus (1563–1675)[18]
- 2005: Michael Roth (Bonn) für sein Buch Sinn und Geschmack fürs Endliche. Überlegungen zur Lust an der Schöpfung und der Freude am Spiel.[19][20]
- 2007: Bengt Hägglund (Lund/Schweden) für seinen Aufsatzband Chemnitz – Gerhard – Arndt – Rudbeckius. Aufsätze zum Studium der alt-lutherischen Theologie[21]
- 2009: Johannes Hund (Mainz) für seine Dissertation Das Wort ward Fleisch – Eine systematisch-theologische Untersuchung zur Debatte um die Wittenberger Christologie und Abendmahlslehre in den Jahren 1567 bis 1574[22][23]
- 2011: Maria Marten (Hannover) für ihre Dissertation Buchstabe, Geist und Natur. Die evangelisch-lutherischen Pflanzenpredigten in der nachreformatorischen Zeit[24]
- 2013: Robert Kolb (St. Louis/USA) für sein Buch Luther and the stories of God[25]
- 2015: Irene Dingel (Mainz) für die Herausgabe der Neuausgabe der Bekenntnisschriften der Evangelisch-Lutherischen Kirche (BSELK)[26]
- 2017: Johann Anselm Steiger (Hamburg) für sein Buch Der Orgelprospekt im Kloster Lüne als Zeugnis barock-lutherischer Bild- und Musiktheologie
- 2019: Udo Schnelle (Halle/Saale) für seinen Kommentar Das Evangelium nach Johannes (ThHNT 4)[27]
- 2021: Konrad Küster (Freiburg) für sein Werk Musik im Namen Luthers. Kulturtraditionen seit der Reformation; Susanne Wegmann (Köln) für ihr Buch Der sichtbare Glaube. Das Bild in den lutherischen Kirchen des 16. Jahrhunderts[28]
- 2023: Heidrun E. Mader (Köln) für ihr Buch Markus und Paulus: Die beiden ältesten erhaltenen literarischen Werke und theologischen Entwürfe des Urchristentums im Vergleich (Leiden/Paderborn: Brill, 2020)[29]

## Schriften (Auswahl)
- Das Volk nach der Lehre der evangelischen Kirche (= Bekennende Kirche, Heft 20), Chr. Kaiser, München 1933/34.
- Was heißt lutherisch? Kaiser, München 1934. (2. Aufl. 1936; Übersetzungen u. a. ins Englische, Finnische, Norwegische [durch Leiv Aalen] und Lettische).
- Kirchenregiment und weltliche Obrigkeit nach lutherischer Lehre (= Bekennende Kirche, Heft 30), Chr. Kaiser Verlag, München 1935.
- Union und Bekenntnis (= Bekennende Kirche, Heft 41/42), Chr. Kaiser Verlag, München 1936.
- Kirche und Herrenmahl. Ein Beitrag zum Verständnis des Altarsakraments (= Bekennende Kirche, Heft 59/60). Chr. Kaiser Verlag, München 1938. (Neudruck: Flacius Verlag, Fürth 1990).
- In statu confessionis. Gesammelte Aufsätze, hg. von Friedrich Wilhelm Hopf, Lutherisches Verl.-Haus, Berlin 1966.
- In statu confessionis (Neuausgabe)
  - Bd. 1: Gesammelte Aufsätze. Verlag Die Spur, Berlin 1975.
  - Bd. 2: Gesammelte Aufsätze und kleine Schriften. Verlag die Spur, Berlin 1976.
  - Bd. 3: Texte zu Union, Bekenntnis, Kirchenkampf und Ökumene. Hrsg. von Werner Klän und Roland Ziegler. Oberurseler Hefte Ergänzungsbände Band 10. Edition Ruprecht, Göttingen 2011, ISBN 978-3-7675-7144-0.
- Corpus Christi. Ein Beitrag zum Problem der Abendmahlskonkordie. Mit einem Geleitwort von Joachim Heubach, hg. von Friedrich Wilhelm Hopf, Verlag der Ev.-Luth. Mission, Erlangen 1979.
- Zeugnisse. Erlanger Predigten und Vorträge vor Gemeinden 1933–1944. Mit einem Geleitwort von Hermann Dietzfelbinger, hg. von Friedrich Wilhelm Hopf, Erlangen 1979.
- Sacra scriptura. Studien zur Lehre von der Heiligen Schrift, hg. von Friedrich Wilhelm Hopf, Verlag der Ev.-Luth. Mission, Erlangen 1981.

### Als Herausgeber
- Vom Sakrament des Altars. Lutherische Beiträge zur Frage des heiligen Abendmahls, Leipzig 1941.